# Famine de 1876 à 1878

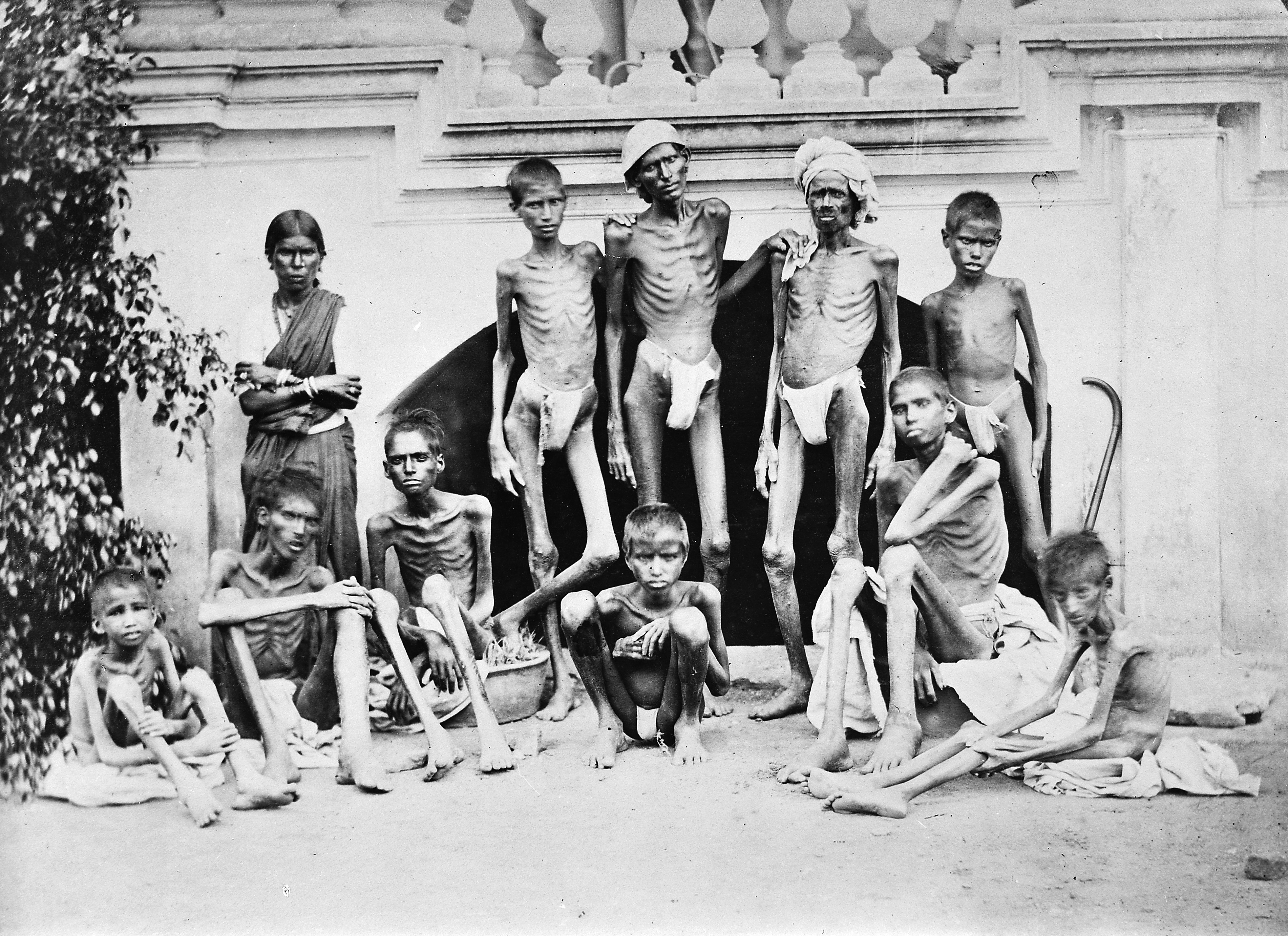
Personnes souffrant de la famine, entre 1876 et 1879, Bengalore, Karnataka, Inde.

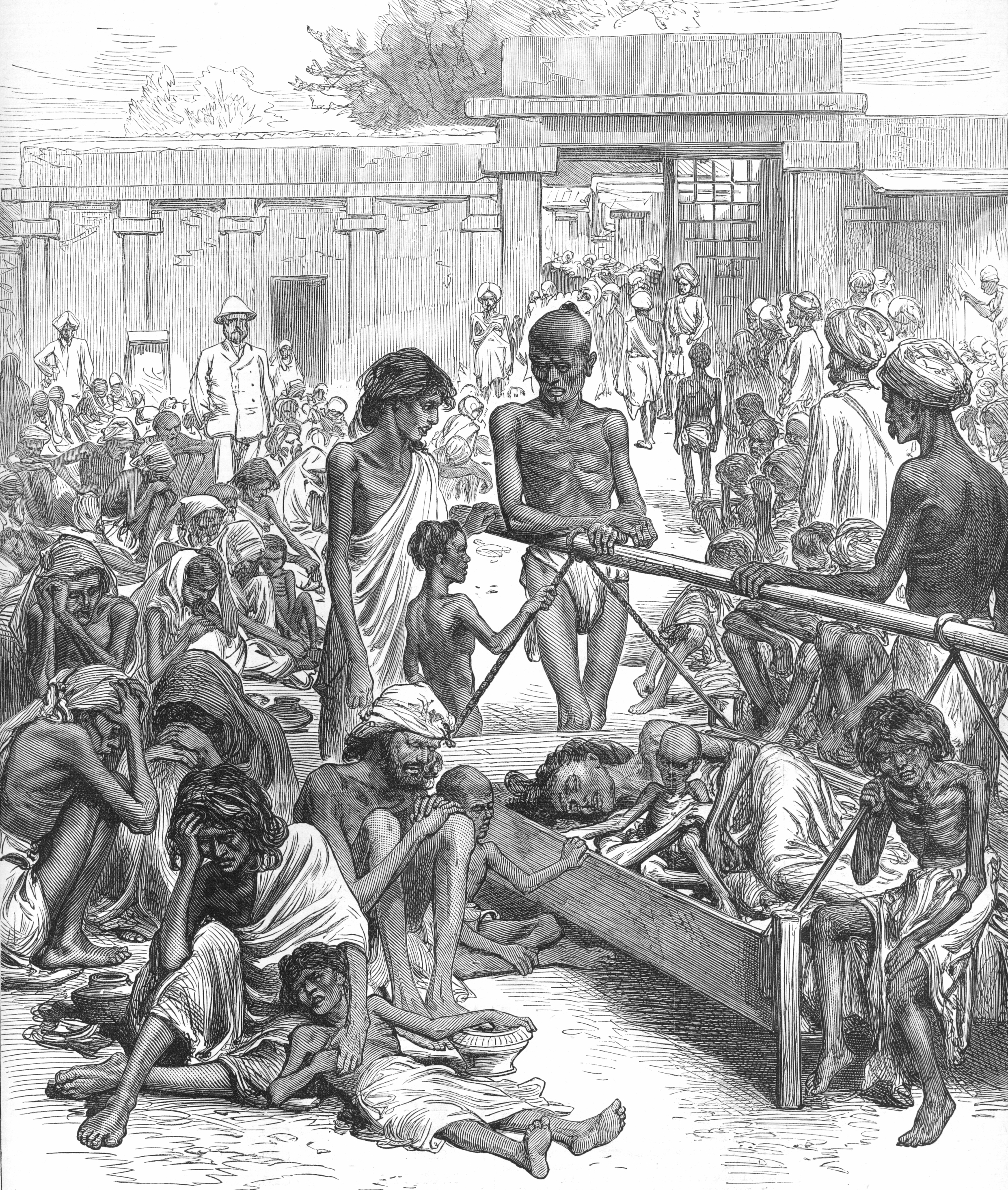
Des indiens attendant l'aide humanitaire, gravure du journal The Illustrated London News, 20 octobre 1877.

La famine de 1876-1878 ou grande sécheresse de 1876-1878 est un évènement climatique d'ampleur mondiale ayant touché de nombreux pays de par le Monde en provoquant de grandes famines. Cette catastrophe naturelle, qui semble être la plus importante de l'histoire moderne, a fait 20 à 30 millions de morts sur 3 ans, voire 50 millions (ce qui ferait 3 % de la population mondiale de l'époque) selon les estimations.
Elle toucha notamment la Chine (entre 10 et 20 millions de morts), l’Inde (entre 6 et 10 millions de morts) et le Brésil (500 000 morts), mais aussi la Colombie, le Venezuela, la Californie, l’Indonésie, le Viêt Nam, les Philippines, le Maroc, l’Algérie, l’Égypte, l’Afrique du Sud, l’Éthiopie, l’Australie, la Nouvelle-Calédonie, etc. Ces famines furent causées par une vague mondiale de sécheresses qui semble être la plus grave connue de l'histoire récente. 

## Historique
La conjoncture qui anticipe cet évènement planétaire est notable. Des pluies torrentielles ont déjà touché le Sud de l'Inde en octobre et novembre 1874.
Un El Niño extrême peut avoir été amorcé par des eaux plus fraîches dans le centre du Pacifique tropical, entre 1870 et 1876. Cette longue période de refroidissement — la plus longue jamais enregistrée — pourrait avoir entraîné une immense accumulation d'eau chaude dans le Pacifique tropical occidental. Cet épisode s'est soldé par un violent épisode de La Niña en 1875-1876. La Niña a déclenché des conditions sèches en Inde, au Mexique et dans le sud-ouest des États-Unis, puis s'est déversée dans un fort El Niño, qui a entraîné une sécheresse accrue dans une grande partie du globe notamment la Chine, l'Inde, le nord-est du Brésil, la Colombie, le Vénézuéla, la Californie, l'Indonésie, le Viêt Nam, les Philippines, le Maroc, l'Algérie, l’Égypte, l'Afrique du Sud, l’Éthiopie, l'est de l'Australie et la Nouvelle-Calédonie.
Les populations des régions touchées étaient d'autant plus vulnérables qu'elles avaient été précédemment réduites à la misère et affaiblies par la crise économique mondiale (la « grande dépression » du XIXe siècle) commencée en 1873.[réf. souhaitée]

## Causes
Trois causes naturelles majeures se cumulent pour provoquer une gigantesque sécheresse mondiale :
- Un pic record de chaleur sur tout l'Atlantique. Une anomalie chaude s'est développé dans l'Atlantique Nord depuis l'été 1876, trouvant son pic au printemps 1878. Ce régime exceptionnel explique, quasiment à lui seul, la sécheresse du nord-est du Brésil, de la côte Est nord-américaine et d'Afrique du Nord.
- Le phénomène El Niño, bien connu des pêcheurs sud-américains depuis des centaines d'années, connaît un pic d'activité (+1,5 °C par rapport à la moyenne des derniers 150 ans) à partir du début de l'année 1877. L'anomalie de température de l'eau dans l'océan Pacifique Est se maintient durant 16 mois. Ce phénomène provoque habituellement un gradient de température Est-Ouest qui entraine des pluies plus abondantes dans le Pacifique Est (Amérique du Sud) mais diminue la mousson asiatique à l'Ouest où la température de l'eau est alors moins élevée. La mousson asiatique a été annihilée durant deux années successives, provoquant la sécheresse la plus sévère depuis au moins 800 ans en Asie[2].
- Un pic de chaleur sur l'océan Indien Ouest concomitant à un refroidissement de l'océan Indien Est. Le gradient de température qui se forme à l'automne 1877 entre la corne de l'Afrique et l'Ouest australien, prolongeant et amplifiant le rôle d'El Niño qui sévit alors dans le Pacifique.

Ces effets combinés sur une durée anormalement longue font momentanément disparaître les régimes pluvieux locaux habituels dans les régions concernées.

### Chine
Une étude de Hao et al. (2010) montre une corrélation entre le phénomène El Niño et la grande sécheresse du nord de la Chine, qui dure du printemps 1876 et ne s'interrompt pas jusqu'au printemps de 1878. Ils estiment qu'en l'espace de trois ans, les mauvaises récoltes ont multiplié le prix du riz d'un facteur 10 par rapport à une année normale ; la population totale dans les cinq provinces du nord de la Chine aurait diminué de plus de 20 millions en raison du grand nombre de morts et de l'émigration.
La sécheresse persistante s'est propagée dans 13 provinces, avec son centre dans les provinces du Shaanxi et du Henan, où la période de complète sécheresse a dépassé 340 jours. Elle est donc plus grave que la pire sécheresse (1928-1930) du XXe siècle.
Cette sécheresse catastrophique de 1876-1878 a eu lieu dans la phase descendante de la 11e période d'activité des taches solaires et au début de la 12e période. Cela s'est également produit pendant une période de fréquents épisodes El Niño et correspond à un El Niño extrêmement fort.

### Indonésie
L'Indonésie reçoit moins du tiers de ses précipitations habituelles de mai 1877 à février 1878.

### Inde
En Inde, en plus d'une absence de mousson qui affecte de manière spectaculaire la production agricole vitale, la culture du coton est également stoppée net par le même phénomène El Niño qui touche aussi la Chine.
Ainsi, en 1876, le déficit pluviométrique atteint près de 70 % dans les zones intérieures sèches des districts de Kurnool, Cuddapah et Chitaldrug.

### Brésil
Au Brésil, cette sécheresse fait environ 2 millions de morts à partir de 1877, principalement dans les provinces du Nord-Est (Nordeste). L'étude de Singh (2018) révèle que cette grande sécheresse a commencé avant le phénomène El Niño de 1877 et ses effets ont été sentis après son arrêt. 
À Fortaleza, les précipitations enregistrées ont été moitié moins importantes que d'habitude (février à mai pour les années 1877-1879), modifiant le bon fonctionnement de la forêt équatoriale environnante et contribuant à assécher un peu plus cette zone déjà aride du Brésil.

## Bilan
La Grande Sécheresse de 1876-1878 n'a été étudiée en profondeur pour la première fois qu'en 2018, par la météorologue Deepti Singh.
La recherche en tire des conclusions :
- C'est l'évènement naturel le plus grave depuis 800 ans en Asie.
- Il s'agit de l'évènement El Niño le plus violent qui se soit produit depuis les années 1850. Les températures à la surface de la mer sont restées anormalement élevées pendant 16 mois. Ce qui le rend plus extrême que les phénomènes historiques El Niño de 1997-1998 et de 2015-2016.
- En 1877, un deuxième cycle climatique, le dipôle de l'océan Indien, était actif, ce qui signifie que l'océan Indien occidental était plus chaud que sa partie Est. Cela affaiblit fortement les moussons de l'Inde. C'était le dipôle le plus puissant de l'océan Indien jamais enregistré.

## Galerie d'images

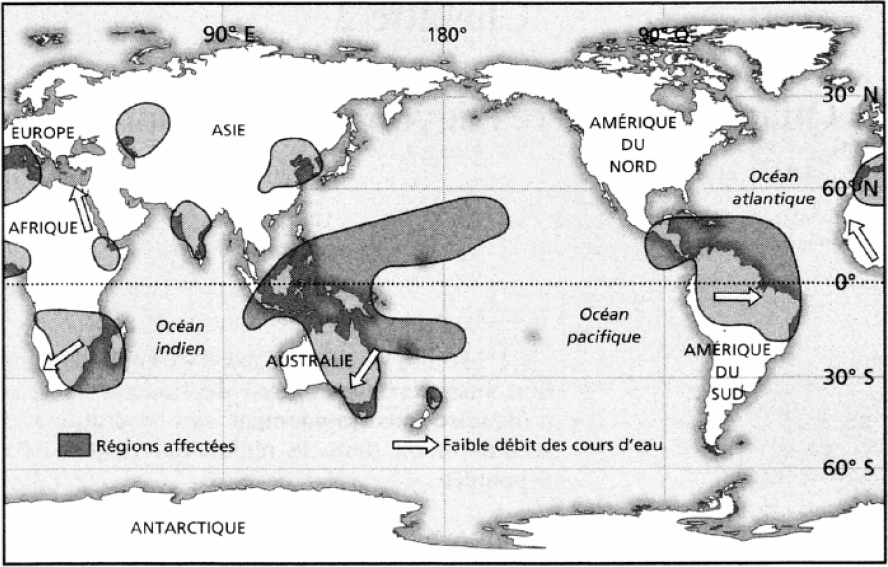
Zones tropicales les plus affectées par la sécheresse de 1876-1878.
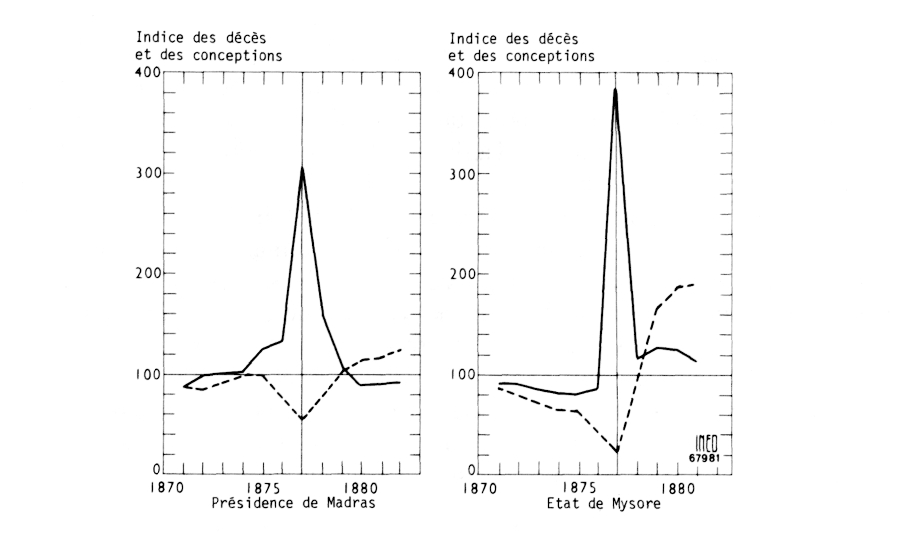
Indice des décès et des conceptions dans les provinces de Madras et de Mysore, Inde, de 1871 à 1882. Pic exceptionnel de mortalité et baisse de natalité observé pour l'année 1877.
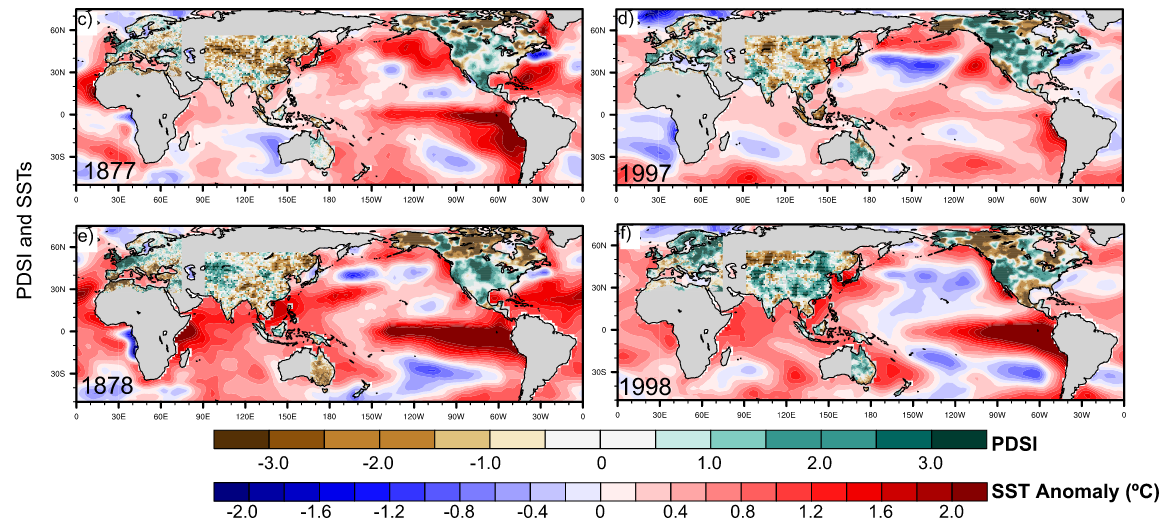
Comparatifs des phénomènes El-Niño de 1877-1878 et de 1997-1998.